# Paaspop 2024
Paaspop 2024 was een festival in de Nederlandse plaats Schijndel dat plaatsvond van 29 t/m 31 maart 2024. 

## Geschiedenis
De tickets voor Paaspop 2024 gingen in de verkoop in de 3e week van november. Aan het eind van 2024 waren de tickets op VIP-pakketten na uitverkocht.
In december 2023 maakte de organisatie van Paaspop de eerste 50 namen van optredende artiesten bekend, waaronder Chase & Status, Zara Larsson, Chef'Special, Gavin James, de Heideroosjes en JP Cooper.

## Wijzigingen
Vanwege een zieke vader van de drummer Bram Swarte moest Ploegendienst zijn optreden op zaterdagavond afzeggen. Wel trad de frontman, Ray Fuego, onverwacht op als solo-act om het uitgevallen Nusantara Beat te vervangen in de Roxy.

## Artiesten

#### Vrijdag
- Acda en de Munnik
- Anouk
- Die antwoord
- DIØN
- Idaly
- Jonna Fraser
- La Fuente
- OGUZ
- Radical Redemption

#### Zaterdag
- Editors
- Tom Grennan
- $hirak
- Bilal Wahib
- Froukje
- Goldkimono
- Marlon Hoffstadt
- Only the Poets
- Personal Trainer
- Zoë Tauran

#### Zondag
- Tiësto
- De Jeugd van Tegenwoordig
- 999999999
- Cho
- Douwe Bob
- I hate Models
- Numidia
- Partiboi69
- SFB
- Suzan & Freek